# Rainiero da Viterbo
Rainiero da Viterbo (ur. ok. 1180/90 w Viterbo — zm. 27 maja 1250 w Viterbo) – włoski kardynał.

## Życiorys
Pochodził z Viterbo, z rodziny, która pod koniec XIII wieku przyjęła nazwisko Capocci, nie była jednak spokrewniona z arystokratycznym rodem Capocci z Rzymu. W młodym wieku wstąpił do zakonu cystersów w rzymskim klasztorze SS. Vincenzo e Anastasio alle Tre Fontane. Uzyskał tytuł magistra, nie wiadomo jednak gdzie studiował. W 1215 został notariuszem w kancelarii papieskiej, a rok później (prawdopodobnie 5 marca 1216) papież Innocenty III mianował go kardynałem diakonem Santa Maria in Cosmedin. Jeszcze w tym samym roku działał jako legat papieski w Lombardii razem z kardynałem Leone Brancaleone. W następnych latach kilkakrotnie sprawował funkcje gubernatora różnych prowincji Państwa Kościelnego. W 1243 został wybrany biskupem Viterbo, jednak już w następnym roku zrezygnował z biskupstwa i objął urząd wikariusza Rzymu. W 1246 został wysłany z misją legacką do królestwa Sycylii, razem z kardynałem Stefano Conti. Uczestniczył w papieskich elekcjach w 1227, 1241 i 1243 roku. Podpisywał bulle papieskie między 7 marca 1216 a 7 maja 1244. Był protektorem zakonów w kurii rzymskiej, zwłaszcza cystersów i dominikanów (był osobistym przyjacielem św. Dominika Guzmana). Zmarł w rodzinnym Viterbo.